# Centro de Cultura de Caxias
O Centro de Cultura Acadêmico José Sarney (também conhecido como Centro de Cultura de Caxias) é um edifício histórico localizado na cidade de Caxias, Maranhão.

## Histórico
A Companhia da União Têxtil Caxiense foi fundada em 1889, por três sócios: Antônio Joaquim Ferreira Guimarães, Dr. Francisco Dias Carneiro e Manoel Correia Baima de Lago, sob a denominação de “Companhia Manufatora Gonçalves Dias S. A”.
Com 6000m², foi edificado em pedra, cal e alvenaria de tijolo, com estrutura metálica inglesa e telhas francesas.
Criada com um capital inicial de 850 contos de réis, possuía um motor de 400 cavalos que movimentava 220 teares, pondo 350 pessoas em atividade. Tinha uma produção anual de um milhão de metros de tecidos crus, em grade parte exportada para os países europeus.
A atividade têxtil teve seu apogeu na época da II Guerra Mundial, com o fornecimento de matéria-prima para o exterior. Com o fim da guerra, muitas empresas entraram em decadência em razão da volta do livre comércio e, principalmente, pelo rápido desenvolvimento industrial e tecnológico que os empresários maranhenses do gênero não tiveram condições de acompanhar.
Durante o período áureo de desenvolvimento da indústria têxtil no Maranhão, o parque fabril maranhense era composto de 17 empresas, contando com 2.336 teares, 71.608 fusos, atingindo uma produção anual de 13.974.411 metros de tecidos crus e uma capacidade de empregar 3.557 operários.
A Companhia da União Têxtil Caxiense foi extinta em 1954 e o prédio ficou abandonado até a década de 1970, quando foi adquirido pela Administração Pública.
O prédio foi tombado pelo Departamento do Patrimônio Histórico, Artístico e Paisagístico do Maranhão (DPHAP/MA), sob o Decreto nº 7.660, de 23 de junho de 1980, e inscrito no Livro de Tombo em 15 de outubro de 1980, sendo o primeiro tombamento isolado ocorrido na cidade.

## Centro de Cultura
O edifício foi restaurado e transformado em um Centro Cultural, recebendo eventos e atividades culturais.
Atualmente, o prédio secretarias e órgãos da administração pública municipal, como o Posto de Identificação do Município, Setor de Tributação e Arrecadação Municipal, e as secretarias municipais de Educação e Cultura.
O local tem sido alvo de críticas quanto ao seu estado de conservação, tendo ocorrido um incêndio no prédio na abertura da programação de natal de 2015.